# Gliese 3293 b
Gliese 3293 b — экзопланета, которая вращается вокруг красного карлика Gliese 3293. Она находится на расстоянии 66 световых лет от Земли.
Экзопланета представляет собой нептуноподобную планету превышающею радиус 0.463 радиуса Юпитера, а также массу как 23.54 земель.
Ему требуется 30.6 дней, чтобы совершить оборот вокруг своей звезды. Она была открыта в 2015 году.

## Характеристики
- Тип — подобная Нептуну
- Масса — 23.54 масс земли
- Радиус — 0.463 радиуса Юпитера?
- Орбитальный период — 30 дней
- Дата открытия — 2015 год